# Монти-Санту (Баия)
Монти-Санту (порт. Monte Santo) — муниципалитет в Бразилии, входит в штат Баия. Составная часть мезорегиона Северо-восток штата Баия. Входит в экономико-статистический микрорегион Эуклидис-да-Кунья. Население составляет 56 938 человек на 2006 год. Занимает площадь 3285,166 км². Плотность населения — 17,3 чел./км².

## История
Город основан 31 октября 1775 года.

## Статистика
- Валовой внутренний продукт на 2003 год составляет 78 373 828,00 реалов (данные: Бразильский институт географии и статистики).
- Валовой внутренний продукт на душу населения на 2003 год составляет 1403,49 реалов (данные: Бразильский институт географии и статистики).
- Индекс развития человеческого потенциала на 2000 год составляет 0,534 (данные: Программа развития ООН).

## География
Климат местности: тропический.